# باشگاه فوتبال چراغ‌قلعه سیاه‌زن
باشگاه فوتبال چراغ‌قلعه سیاه‌زن (ترکی آذربایجانی: Çıraqqala Siyəzən Futbol Klubu) یک باشگاه فوتبال پیشین در جمهوری آذربایجان است که در شهر سیه‌زن فعالیت داشت.